# Torre del Temple

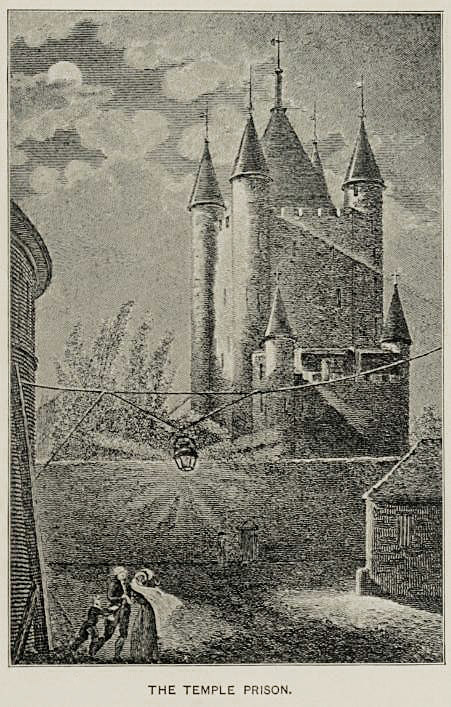
La tour du Temple.

La Torre del Temple (Tour du Temple) i el seu tancat constituïen la Maison du Temple, antiga fortalesa  parisenca situada als  3r i  4t districtes actuals, que va ser destruïda el 1808.
Construïda pels  Templers a partir de 1240, durant el regnat de  sant Lluís, va esdevenir una presó. Deu la seva celebritat ben mirat a que va servir de calabós a la família reial el 1792 i el 1793.

## Històric
És construïda alhora que la imponent fortalesa intra-murs dels Templers, a l'edat mitjana.

### El Tancat del Temple
Vegeu la descripció a l'article: Maison du Temple

## Durant la Revolució
Al palau del gran prior, es veia la poderosa torrassa dels templers i, a l'esquerra, la torre de Cèsar i el campanar de la col·legial construïda sobre el model de la Basílica del Sant Sepulcre de Jerusalem.

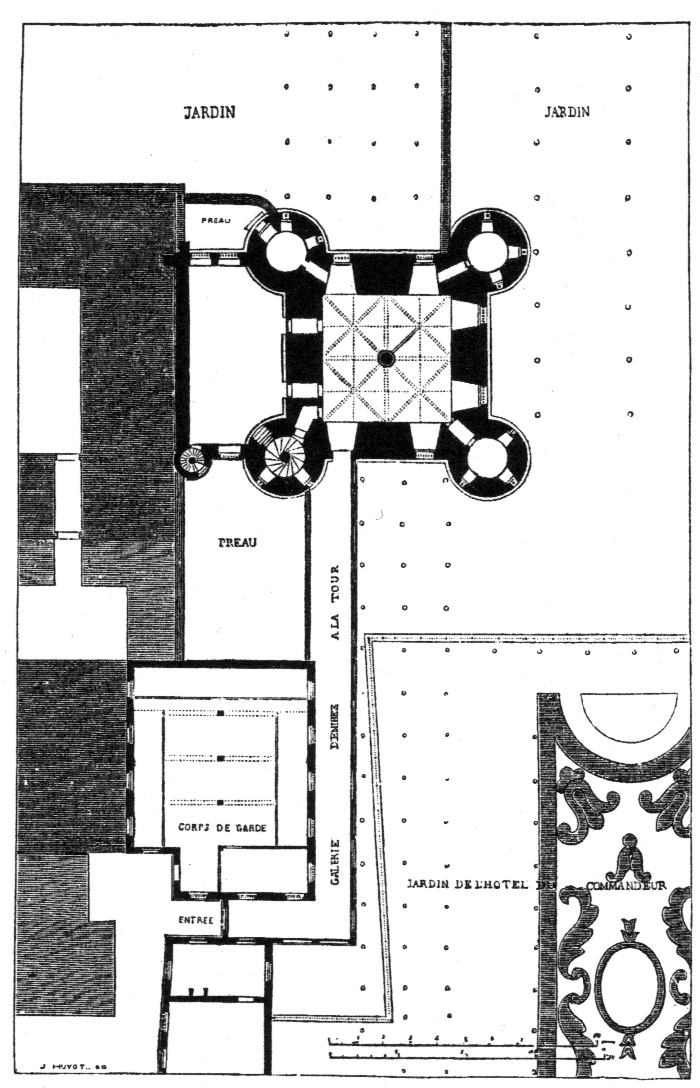
Plànol de la planta baixa de la torre del Temple, el 1793

### La Torre del Temple

#### La Torre Gran
Aquesta s'aixecava a una de les extremitats de l'antic tancat (a l'altura de l'actual ajuntament). La torre era un robust casalot feudal, d'aproximadament 50 metres d'alçada, l'espessor dels murs era de mitjana de 4 metres, comprenia quatre pisos, dels que les voltes en ogives requeien sobre un pilar central. Era flanquejada de quatre fortes torretes, de les que una tancava una escala en caragol. La Torre Gran no s'emprava d'ençà feia segles quan l'empresari Pierre-François Palloy va estar encarregat de la seva redisposició. Havia dividit cada pis en diverses cambres amb envans i falsos sostres dissimulant la volta massa elevada. Aquests envans eren recoberts de papers pintats. Sobre la façana de la Gran Torre es va ajuntar, en una data posterior, la Torre Petita.

#### La Torre Petita
Ajuntada a la façana de la Torre Gran, la Torre Petita, de la que la construcció estreta era flanquejada per dues torretes, no comunicava amb la Torre Gran: aquest detall té la seva importància. Consistia en una planta baixa i quatre pisos. És en aquesta torre petita que es va empresonar la família reial del 13 d'agost de 1792, fins al 26 de setembre de 1792 a  Lluís XVI, i fins al 26 d'octubre de 1792 la seva família. Convenia fer la Torre Gran habitable per a la família reial.

## Descripció de la Torre del Temple vista de l'exterior
Calia passar pel palau del gran prior per arribar a les muralles de la Torre del Temple. Aquest mur era obert per una porta de carreter, reforçada amb barres en ferro, amb gruixuts pestells i vigilada per dos taquillers. Es penetrava llavors al jardí. Aleshores apareixia, l'alta i obaga massa de la Torre del Temple, flanquejada per les seves quatre torretes de teulades punxegudes, obertures d'homicides i d'estretes finestres. Hi havia penells al cim de la Torre del Temple i de les quatre torretes.

## Destrucció de la Torre del Temple
El Temple encarnava als ulls monàrquics el lloc del suplici de la monarquia, i havia esdevingut un lloc de pelegrinatge. És per aturar-ho que Napoleó Bonaparte va decidir lliurar la Torre del Temple als destructors el 1808. La demolició va durar dos anys. L'angle nord de l'ajuntament del  3r districte i la reixa del parc del Temple es van aixecar sobre l'emplaçament de la Torre. En queda el mercat actual de la Carreau du Temple (que existia fins i tot a l'edat mitjana). No en resta res d'aquest lloc de la mitologia revolucionària més que una producció considerable d'imatges que mantenen el caràcter tràgic del lloc.
Una placa ha estat posada a l'angle del carrer Dupetit-Thouars i del carrer Gabriel Vicaire, a l'edifici d'una escola maternal situada al costat de l'Escola superior de les arts aplicades Duperré, placa sobre la qual hi ha dibuixat el doble plànol de l'antic castell i dels carrers actuals.